# Bomberman Quest
Bomberman Quest (яп. ボンバーマンクエスト, Bonbāman Kuesūto) — пригодницька рольова відеогра. Гравець бере на себе роль Бомбермена, який повинен перемогти монстрів і зібрати предмети, щоб перемогти босів-командирів кожної зони. Bomberman Quest знаменує собою відхід композитора-ветерана, Джюна Чікуми.

## Ігровий процес
Гра являє собою рольову гру з видом зверху вниз, де гравці вільно керують Бомбардиром через кілька регіонів, включаючи: Мирне місто, Польова зона, Лісова зона, Пляжна зона та Пустельна зона, звертаючись за допомогою до місцевих жителів. Гравці можуть здобувати бонуси, такі як частини бомб, заробляти гроші та здібності, які покращують навички, перемагаючи монстрів. Крім того, гра має режим битви, де двоє гравців можуть битися за допомогою Game Link Cable.